# Nikolaus von Falkenhorst
Nikolaus von Falkenhorst vel Mikołaj von Jastrzembski (ur. 17 stycznia 1885 we Wrocławiu, zm. 18 czerwca 1968 w Holzminden) – generał pułkownik Wehrmachtu, twórca planu operacji Weserübung – niemieckiej inwazji na Danię i Norwegię w 1940. Naczelny Dowódca Wehrmachtu w Norwegii w latach 1940–1944, zbrodniarz wojenny.

## Życiorys
Urodził się 17 stycznia 1885 we Wrocławiu. Jego rodzina wywodziła się ze starej szlachty śląskiej. 6 czerwca 1911 zmienił nazwisko rodowe „Jastrzembski” na „Falkenhorst” (pol. sokole gniazdo), by ułatwić sobie karierę wojskową{{Citation needed}}. 22 marca 1903 w stopniu chorążego (niem. Fähnrich) został przydzielony do 7 Pułku Grenadierów Króla Wilhelma I (2 Zachodniopruskiego) w Legnicy.
W 1921 został przyjęty do Reichswehry. Od października 1931 do lutego 1933 był szefem sztabu 4 Dywizji w Stuttgarcie. W 1932 awansował na pułkownika. W latach 1933–1935 służył jako attaché wojskowy w Czechosłowacji, Jugosławii i Rumunii z siedzibą w Pradze.
1 lipca 1935 otrzymał awans na generała majora i został szefem sztabu 3 Grupy (niem. Heeresgruppe) w Dreźnie. W październiku objął dowództwo 32 Dywizji Piechoty w Koszalinie. W 1937 awansował na generała porucznika. W lipcu 1939 został wyznaczony na stanowisko dowódcy XXI Korpusu Armijnego.
Wspomnianym korpusem dowodził w czasie kampanii wrześniowej 1939. Dowodzony przez niego związek taktyczny nacierał z Prus Wschodnich w kierunku na Grudziądz i Toruń, walcząc z jednostkami Grupy Operacyjnej „Wschód”.
Był dowódcą Armii „Norwegia”. 19 lipca 1940 awansował na generała pułkownika. Znany był z dobrego traktowania norweskiej ludności cywilnej. 18 grudnia 1944 został zdymisjonowany, jako przeciwnik polityki komisarza Josefa Terbovena.
Po wojnie został oskarżony o popełnienie zbrodni wojennych polegających na wykonaniu rozkazu Führera nr 003830/42 i zatwierdzaniu egzekucji brytyjskich i norweskich komandosów oraz członków SOE w Norwegii. 2 sierpnia 1946 w Brunszwiku brytyjski trybunał skazał go na karę śmierci przez rozstrzelanie. 4 listopada 1946 kara śmierci została mu zamieniona na karę 20 lat pozbawienia wolności. 23 lipca 1953 został zwolniony z więzienia z powodu złego stanu zdrowia.

## Ordery i odznaczenia
- Krzyż Rycerski Krzyża Żelaznego (niem. Ritterkreuz des Eisernen Kreuzes) – 30 kwietnia 1940
- Srebrny Krzyż Niemiecki (niem. Deutsches Kreuz in Silber) – 20 stycznia 1945
- Wojenny Krzyż Zasługi I klasy z mieczami
- Krzyż Komandorski Orderu Gwiazdy Rumunii
- Krzyż Żelazny I Klasy[2] z ponownym nadaniem w 1939
- Krzyż Żelazny II Klasy z ponownym nadaniem w 1939[2]
- Czarna Odznaka za Rany[2]
- Hamburski Krzyż Hanzeatycki (Hamburg)[2]
- Krzyż Zasługi Wojskowej II klasy (Meklemburgia-Schwerin)[2]
- Bremeński Krzyż Hanzeatycki (Brema)[2]